# キム・ナムソク
キム・ナムソク（金 南石、韓国語：김남석、1985年3月27日 - ）は、韓国のプロレスラー。ソウル特別市出身。身長176cm、体重98kg。血液型B型。

## 経歴
韓国ではキム・イル（大木金太郎）が会長を務めていた、新日本プロレスと全日本プロレスに参戦経験のあるイ・ワンピョ社長率いる韓国WWAの練習生として入団。
2004年5月4日、韓国WWA興行でデビュー。悪役マスクレスラー・ミノタウルスKのリングネームで活動、その後兵役に備えWWA退団。K'ROWと改名し国内他団体に出場、兵役に入る。
数度のKAIENTAI DOJOへの練習のための来日を経てプロレス留学生としてKAIENTAI DOJOに入団。2008年5月18日、千葉Blue FieldでのvsTAKAみちのく戦にて日本デビュー。
2010年3月に家庭の事情により、韓国へ帰国。
その後、韓国にてプロレス団体「PWF(Pro Wrestling Fit)」を立ち上げ、自身は代表兼レスラーとして所属。
2018年11月7日のプロレスリングLAND'S ENDの大会にキム・スビンと共に参戦。
2019年1月27日、LAND'S ENDプロレスリングオリンピック公園アートスタジオ大会にてボディガーを破り、第10代アジアヘビー級王座を戴冠。
2019年10月2日、LAND'S ENDプロレスリング新木場大会にてキム・ナムソクデビュー15周年記念大会にキム・スビン、ハ・ダオンらとともに出場。
2024年7月10日、YouTubeで引退を発表した。

## 得意技
ダイビング・フット・スタンプ
ボディガーを破りアジアヘビー級王座を奪取したフィニッシャー。
バーニングサン・ゲート
自身のYouTubeチャンネルにて公開した固め技。完成型はナガタロックIIIに近いが、左腕のロック形状が異なる。

## 獲得タイトル
LAND'S ENDプロレスリング
- アジアヘビー級王座（第10代）

PWF
- PWFロード・オブ・ザ・ワールド王座 : 2回[9]